# Judith Uitermark
Judith Johanna Marianne Uitermark (Edam, 20 september 1971) is een Nederlands politica en voormalig rechter. Sinds 2 juli 2024 is ze namens Nieuw Sociaal Contract (NSC) minister van Binnenlandse Zaken en Koninkrijksrelaties in het kabinet-Schoof. Daarvoor was ze van 6 december 2023 tot 2 juli 2024 namens NSC Tweede Kamerlid. Eerder was ze van april 1998 tot oktober 2001 namens het Christen-Democratisch Appèl (CDA) gemeenteraadslid van Haarlem.

## Juridische carrière

### Opleiding
Van 1983 tot 1988 ging Uitermark naar het havo op het Newmancollege te Breda (diploma). Daarna studeerde ze van 1988 tot 1993 international business aan het heao van de Hogeschool Haarlem (diploma). In 1990 ging ze voor studie en stage naar Brest en Lyon. Van 1993 tot 1995 studeerde ze bestuurskunde (losse vakken behaald) en van 1993 tot 2001 Nederlands recht (diploma) aan de Universiteit van Amsterdam.

### Rechtbank Utrecht
Van april 2001 tot december 2008 was Uitermark rechterlijk ambtenaar in opleiding (raio) bij de Rechtbank Utrecht. In die periode was ze actief in de sectoren strafrecht, civiel recht en bestuursrecht, officier van justitie bij het parket Utrecht, rechter-plaatsvervanger bij de sector bestuursrecht en liep ze stages bij de Raad voor de Kinderbescherming en het ministerie van Justitie.

### Rechtbank Noord-Holland
Van december 2008 tot september 2023 was Uitermark rechter bij de Rechtbank Noord-Holland. In die periode was ze gerechtsauditeur, tevens rechter-plaatsvervanger bij de sectie strafrecht, rechter bij de sectie strafrecht, rechter bij de sectie familie en jeugd en (senior) rechter bij de sectie strafrecht.

### Raad voor de Rechtspraak
Daarnaast was Uitermark van april 2015 tot juni 2022 landelijk coördinator mediation in strafzaken en van januari 2017 tot januari 2020 senior adviseur strafrecht bij de Raad voor de Rechtspraak.

## Politieke carrière

### Haarlem
Van februari 1995 tot april 1998 was Uitermark fractiemedewerker van het Christen-Democratisch Appèl (CDA) in Haarlem. Van april 1998 tot oktober 2001 was ze er namens het CDA gemeenteraadslid. Ze was er lid van de raadscommissies algemeen bestuurlijke zaken, welzijn & onderwijs en sport & recreatie.

### Tweede Kamerlid
Van 6 december 2023 tot 2 juli 2024 was Uitermark namens Nieuw Sociaal Contract (NSC) Tweede Kamerlid. Namens NSC was ze woordvoerder strafrechtketen (politie, OM, rechtspraak), zedenbeleid, justitieel jeugdbeleid, drugs en sport.

### Minister van BZK
Op 2 juli 2024 werd Uitermark namens NSC minister van Binnenlandse Zaken en Koninkrijksrelaties in het Kabinet-Schoof. Na het aantreden van het kabinet werd NSC'er Simon Geleijnse politiek assistent van Uitermark. Ze kreeg in haar portefeuille:
- goed bestuur en interbestuurlijke verhoudingen met onder andere gemeenten en provincies;
- financiën medeoverheden;
- gemeentelijke herindelingen;
- constitutionele zaken;
- Algemene wet bestuursrecht;
- verkiezingen;
- arbeidsvoorwaarden collectieve sector;
- normering topinkomens (WNT);
- rechtspositie politieke ambtsdragers;
- politieke partijen (wetgeving en financiering);
- AIVD;
- rijksdienst en single sign-on-software;
- verzelfstandigingsbeleid;
- Algemene Bestuursdienst (ABD);
- Kiesraad;
- beheersmatige verantwoordelijkheid begrotingshoofdstukken IIA/IIB (Kiesraad, Hoge Colleges van Staat onder andere Raad van State, Nationale ombudsman, Algemene Rekenkamer);
- Huis voor de Klokkenluiders;
- grensoverschrijdende samenwerking;
- adeldom/decoratiestelsel (Kapittel);
- rijksbrede coördinatie discriminatiebestrijding en Nationaal Coördinator tegen Discriminatie en Racisme (NCDR);
- versterken democratie;
- participatie en weerbaar bestuur;
- Wet open overheid;
- aanpak desinformatie ten aanzien van staatsrechtelijke/bestuurlijke aspecten;
- Elke Regio Telt, inclusief spreiding rijkswerkgelegenheid;
- Agenda Stad;
- coördinatie opvolging excuses slavernijverleden;
- coördinatie hardheden.

#### Digitaliseringsportefeuille van ministerie van BZK
Op 4 juni 2025 nam Uitermark de Digitaliseringsportefeuille over van Zsolt Szabó nadat deze was opgestapt toen het kabinet-Schoof op 3 juni 2025 was gevallen.

## Privéleven
Uitermark is gehuwd.
- Parlement.com: vm6udvfnauvt